# ヨドバシアウトレット
ヨドバシアウトレット京急川崎は、ヨドバシカメラの運営するアウトレット店。所在地は川崎市川崎区の京急川崎駅前。

## 概要
全国のヨドバシカメラの販売期間の終了した店頭展示品を一堂に集め、低価格にて販売を行っている店である。
元は京急上大岡駅前のマルチメディア上大岡に存在したが、マルチメディア京急川崎の川崎ルフロンへの移転によって2004年からその跡地にて営業している。
当地には「川崎京急ボウル」という京急系のボウリング場が存在していたが、1997年に閉鎖。跡地にヨドバシカメラが入居し、現在に至る。
また、ヨドバシアウトレット京急川崎（旧マルチメディア京急川崎）に至る京急線沿いの通りは「ヨドバシカメラ通り」と命名されている。